# ملوي (مركز)
مركز ملوي، مركز إداري مصري. يقع في محافظة المنيا الواقعة في جمهورية مصر العربية. القاعدة الإدارية للمركز هي مدينة ملوي.